# 衛景瑗
衛景瑗（1586年—1644年），字仲玉，號带黄，陝西韓城縣渚北村（今陝西省韓城市）人。明朝政治人物，天啟乙丑進士，崇禎末官至大同巡撫。李自成破大同，衛景瑗拒降，自縊殉國。

## 生平
萬曆三十七年（1609年）己酉科陕西鄉試舉人，天啟五年（1625年）乙丑科三甲二十名進士，與高攀龍、楊漣、左光斗等東林黨人交往極深，授河南府推官。
崇禎四年（1631年），因被時任巡撫都御史范景文賞識，故以卓異被征授山西道監察御史。期間彈劾首輔周延儒納賄行私數事，又劾吏部侍郎曾楚卿憸邪。崇禎帝不聽。衛景瑗出按真定諸府。父喪歸。守喪期滿，起爲河南道御史。給事中傅朝佑、李汝璨因疏論溫體仁下獄，衛景瑗疏救，因此左遷行人司正。歷官尚寶司丞、大理寺丞，進少卿。崇禎十五年（1642年）春，擢都察院右僉都御史，巡撫大同，賑濟饑民，訓練火器，政績卓著。
崇禎十七年（1644年）正月，李自成農民軍攻大同，總兵姜瓖開城投降。衛景瑗拒降，初六日於佛寺自縊。
福王時，追贈兵部尚書，謚忠毅。《明史》有傳。

## 事跡
衛景瑗被俘，李自成欲授其官職。衛景瑗坐地哭喊皇帝，隨機突然起身，以頭撞階，獻血淋漓。及被押出，看到姜瓖，大罵：「反賊，與我盟而叛，神其赦汝耶！」農民軍派景瑗之母勸降。景瑗道：「母年八十余矣，當自為計。兒，國大臣，不可以不死。」初六日自縊於僧寺。李自成嘆爲「忠臣！」安置其妻兒，未加傷害。

## 延伸阅读
[在维基数据编辑]
 《明史卷二百六十三》，出自《明史》